# Stefan Wengierow
Stefan Wengierow, także Józef Wengierow oraz Stefan Węgierow (24 marca 1909 w Sankt Petersburgu, zm. 15 czerwca 1978) – polski działacz państwowy i komunistyczny, inżynier, dyplomata, wicewojewoda śląski (1945) i wrocławski (jako zastępca pełnomocnika Rządu RP na Okręg Dolny Śląsk, 1945), następnie chargé d’affaires ambasady w Rumunii (1946–1947) i konsul w Ostrawie (1947–1956).

## Życiorys
Syn Leona. Podjął studia we Francji, w tym okresie działał we Francuskiej Partii Komunistycznej oraz lewicowych organizacjach studenckich. Z wykształcenia inżynier elektryk, publikował też artykuły m.in. z zakresu ciepłownictwa oraz w „Polityce”. Po powrocie do kraju zatrudniony jako elektryk na Zagłębiu Dąbrowskim, w tym do 1939 w Hucie Milowice. Został członkiem Komunistycznej Partii Polski.
Pomiędzy 1939 a 1941 działał w radzieckich strukturach partyjnych na Białostocczyźnie i Polesiu, następnie pracował jako leśnik w ZSRR. Pod koniec 1944 był zastępcą wojewódzkiego pełnomocnika ds. reformy rolnej w Białymstoku oraz prezesem Wojewódzkiego Urzędu Ziemskiego w tym mieście, następnie na początku 1945 dołączył do Grupy Operacyjnej „Śląsk” kierowanej przez Aleksandra Zawadzkiego. Od stycznia do czerwca 1945 był wicewojewodą i drugim wicewojewodą śląskim (w tym okresie m.in. składał raport Bolesławowi Bierutowi oraz uczestniczył w petraktacjach polsko-czechosłowackich). Ze stanowiska odszedł po konflikcie z miejscowymi działaczami PPR. Następnie objął analogiczne stanowisko jako zastępca pełnomocnika na Okręg Dolny Śląsk Stanisława Piaskowskiego. Następnie przeszedł do kariery dyplomatycznej. Od 8 kwietnia 1946 do 14 sierpnia 1947 był pierwszym po wojnie chargé d’affaires ambasady Polski w Rumunii, zajmował się m.in. organizacją powrotu polskich górników-emigrantów z Transylwanii. Następnie od 1947 do 1956 pozostawał konsulem generalnym w Ostrawie.
Pochowany na cmentarzu ewangelicko-reformowanym w Warszawie (kwatera 6-6-9).

## Ordery i odznaczenia
- Złoty Krzyż Zasługi (18 stycznia 1946)[12]